# Mao Ichiyama
Mao Ichiyama (japanisch 一山 麻緒 Ichiyama Mao; * 29. Mai 1997 in Izumi, Präfektur Kagoshima) ist eine japanische Langstreckenläuferin.

## Werdegang
Ichiyama begann zum Ende ihrer Grundschulzeit mit dem Laufen und besuchte später die Izumi-Chuo-Oberschule (Izumi Chūō Kōtōgakkō) in Izumi (Kagoshima). 2015 konnte sie sich bei den nationalen Meisterschaften der Oberschulen über 1500 Meter in 4:29,91 min und 3000 Meter in 9:48,66 min jeweils nicht für das Finale qualifizieren. Im Folgejahr 2016 schloss sie die Oberschule ab und trat danach dem Firmenteam des Unterwäschenherstellers Wacoal bei. Das Jahr beschloss sie mit Bestzeiten von 9:13,09 min über 3000 Meter, 15:44,33 min über 5000 Meter und 32:15,73 min über 10.000 Meter; außerdem stellte sie im November beim Queen's Ekiden, der nationalen Ekiden-Meisterschaft der Firmenteams, auf ihrer Etappe einen neuen Abschnittsrekord auf.
Im Februar 2017 gewann Ichiyama die japanischen Meisterschaften im Crosslauf und wurde daraufhin für die Crosslauf-Weltmeisterschaften im ugandischen Kampala nominiert, bei denen sie sich noch 19-jährig auf Rang 39 platzierte. Später im Jahr wurde sie bei den japanischen Meisterschaften jeweils Vierte über 5000 und 10.000 Meter und lief über diese Distanzen mit 15:24,17 min bzw. 31:49,01 min sowie im Halbmarathon mit 1:09:14 h Bestzeiten.
Im Frühjahr 2018 belegte Ichiyama bei den Halbmarathon-Weltmeisterschaften im spanischen Valencia Platz 19, mit dem japanischen Team  kam sie nach Addition der drei besten Einzelleistungen auf Platz 4. Im weiteren Jahresverlauf blieb sie hinter ihren Bestleistungen zurück, bei den japanischen Meisterschaften wurde sie dieses Mal Fünfte über 10.000 Meter und Zehnte über 5000 Meter.
Anfang März 2019 gab Ichiyama ihr Marathondebüt, beim Tokio-Marathon erreichte sie in 2:24:33 h bei regnerischen Bedingungen das Ziel als siebte Frau. Damit verpasste sie allerdings die Direktqualifikation für den Marathon Grand Championship (MGC), dem vom japanischen Leichtathletikverband (JAAF) erstmals ausgeschriebenen nationalen Qualifikationswettkampf für das japanische Marathonteam bei den Olympischen Spielen 2020 im eigenen Land. Ichiyama startete darauf beim London-Marathon sieben Wochen später erneut über die Marathondistanz und unterbot die für eine andere Qualifikationsoption (zwei Rennen im Schnitt unter 2:28:00 h) benötigten 2:31:27 h als Fünfzehnte in 2:27:27 h deutlich. In der Vorbereitung auf das im September ausgetragene MGC-Rennen lief sie im Juli beim Halbmarathon in Hakodate mit 1:08:49 h auf den zu diesem Zeitpunkt achten Rang der ewigen japanischen Bestenliste. Beim Marathon Grand Championship selbst war Ichiyama anfangs für ein hohes Tempo bei schwülwarmen Temperaturen verantwortlich, musste aber auf der zweiten Hälfte zurückstecken und verpasste als Sechste in 2:32:30 h die direkte Olympiaqualifikation. Das Jahr beschloss sie im Dezember mit einer Verbesserung ihrer 10.000-Meter-Bestleistung auf 31:34,56 min.
Beim Kagawa-Marugame-Halbmarathon im Februar 2020 verpasste Ichiyama nach schnellem Beginn als Fünfte in 1:08:56 h ihre persönliche Bestleistung um wenige Sekunden. Einen Monat später startete sie beim Nagoya-Marathon mit der Option, sich mit einer schnellen Zeit doch noch für Olympia zu qualifizieren, da sich nach den Regeln der JAAF nur die ersten zwei des MGC-Rennens für das Olympiateam direkt qualifizierten und die Drittplatzierte noch verdrängt werden konnte, falls eine Athletin bei einem von drei heimischen Marathonläufen (Saitama-Marathon, Osaka Women’s Marathon, Nagoya-Marathon) die schnellste in der MGC-Qualifikationsperiode erzielte Zeit (2:22:23 h) unterbot. Ichiyama siegte in Nagoya bei Dauerregen in 2:20:29 h mit über zwei Minuten Vorsprung und war damit auch schneller als Mizuki Matsuda, die im Januar in Osaka mit 2:21:47 h vorgelegt hatte.
Beim Marathon der Olympischen Sommerspiele 2020, der abweichend in Sapporo stattfand, kam sie als 8. ins Ziel.

## Persönliche Bestzeiten
- 3000 Meter: 8:53,54 min, 9. Juli 2017 in Kitami
- 5000 Meter: 15:06,66 min, 18. Juli 2020 in Chitose
- 10.000 Meter: 31:11,56 min, 4. Dezember 2020 in Osaka
- Halbmarathon: 1:08:28 h, 5. Mai 2021 in Sapporo
- Marathon: 2:20:29 h, 8. März 2020 in Nagoya